# Martin Bylica
Marcin Bylica (c. 1433 a Olkusz – 1493 a Buda ), també conegut com Martin Bylica i Marcin z Olkusza, va ser un polonès, astròleg, astrònom i metge a la cort de Matthias Corvinus, rei d'Hongria.

## Biografia
Fill del funcionari Jan, conserge d'aigües d'Olkusz. Va estudiar primer a l'escola parroquial d'Olkusz, i més tard a la Universitat de Cracòvia, on sens dubte va estudiar amb l'astrònom Marcin Król z Żurawicy. Bylica va ser convidat per Johannes Lauratius de Fundis i va ensenyar astronomia a la Universitat de Bolonya el 1463.
El 1464, es trobava a Roma com a astròleg d'un cardenal, Pietro Barbo, quan va ser elevat al papat com a Pau II aquell any, i més tard de Roderic Borgia, el futur papa Alexandre VI. A Roma, Bylica va conèixer a Regiomontanus i va començar una fructífera col·laboració amb ell. Van desenvolupar conjuntament taules astronòmiques i les Disputationes inter Viennensem et Cracoviensem super Cremonensia in planetarum theoriae deliramenta ( lat. Diàlegs entre un vienès i un cracovià sobre els pensaments de Gerard de Cremona sobre les teories planetàries ) - una crítica a un llibre d'astronomia obsolet.
Poc després, Bylica i Regiomontaus van ser convocats per John Vitéz, arquebisbe d'Esztergom, i el seu nebot Janus Pannonius, bisbe de Pécs, per incorporar-se a la seva recentment fundada universitat a Presburg, coneguda com Universitas Istropolitana. Treballant al palau d'Esztergom on John Vitéz havia instal·lat un observatori astronòmic, van establir les Tabulæ directionum et profectionum el 1467. Aquestes taules estaven pensades per permetre als astròlegs predir el futur en funció de la data de naixement. Van resultar populars, passant per 11 edicions impreses el 1626.

## Astròleg reial
A la primavera de 1468, Bylica es va convertir en l'astròleg oficial de Matthias Corvinus, rei d'Hongria. El nomenament va seguir una disputa pública que va tenir amb el seu col·lega Johannes Stercz, gairebé segur a Presburg, en presència del rei i la seva cort, sobre l'horòscop de la concepció del fill del comte János Rozgon. Segons el propi Bylica, Stercz va ser humiliat. Matthias va declarar Bylica guanyador i li va atorgar 100 florins. Bylica es va convertir posteriorment en un dels consellers més propers de Corvinus.
A la seva mort, Bylica va deixar com llegat, a la universitat de Cracòvia, una important col·lecció de llibres i instruments astronòmics, que perviuen fins als nostres dies. Entre ells hi ha quatre instruments del reputat fabricant d'instruments vienès Hans Dorn (c.1435-1509), que també va treballar a Hongria: un globus terraqüi, una esfera armil·lar, un torquetum i dos astrolabis. També va llegar un astrolabi hispano-àrab parcialment signat sense el nom del constructor però amb la data de l'any 446 de l’Hègira (1054/55) i el lloc de construcció situat a Còrdova. La col·lecció de llibres inclou obres de Regiomontanus i Georg von Peuerbach, així com el Tractatus Astrarii de Giovanni Dondi dell'Orologio.
Hi ha un carrer a Olkusz, la seva ciutat natal, que porta el seu nom.

## Obres
- Amb Regiomontanus, Disputationes inter Viennensem et Cracoviensem super Cremonensia in planetarum theoriae deliramenta.
- Vitae archiepiscoporum gnesnensium, publicat íntegrament després de 1680.